# Morasco
Morasco (Morast in tedesco, Moraschg in walser), con il suo torrente omonimo, è una località situata nel comune italiano di Formazza, nell'estremo nord della regione Piemonte.
Il paese originale giace sul fondo del lago artificiale creato dalla diga che ha preso il suo nome.

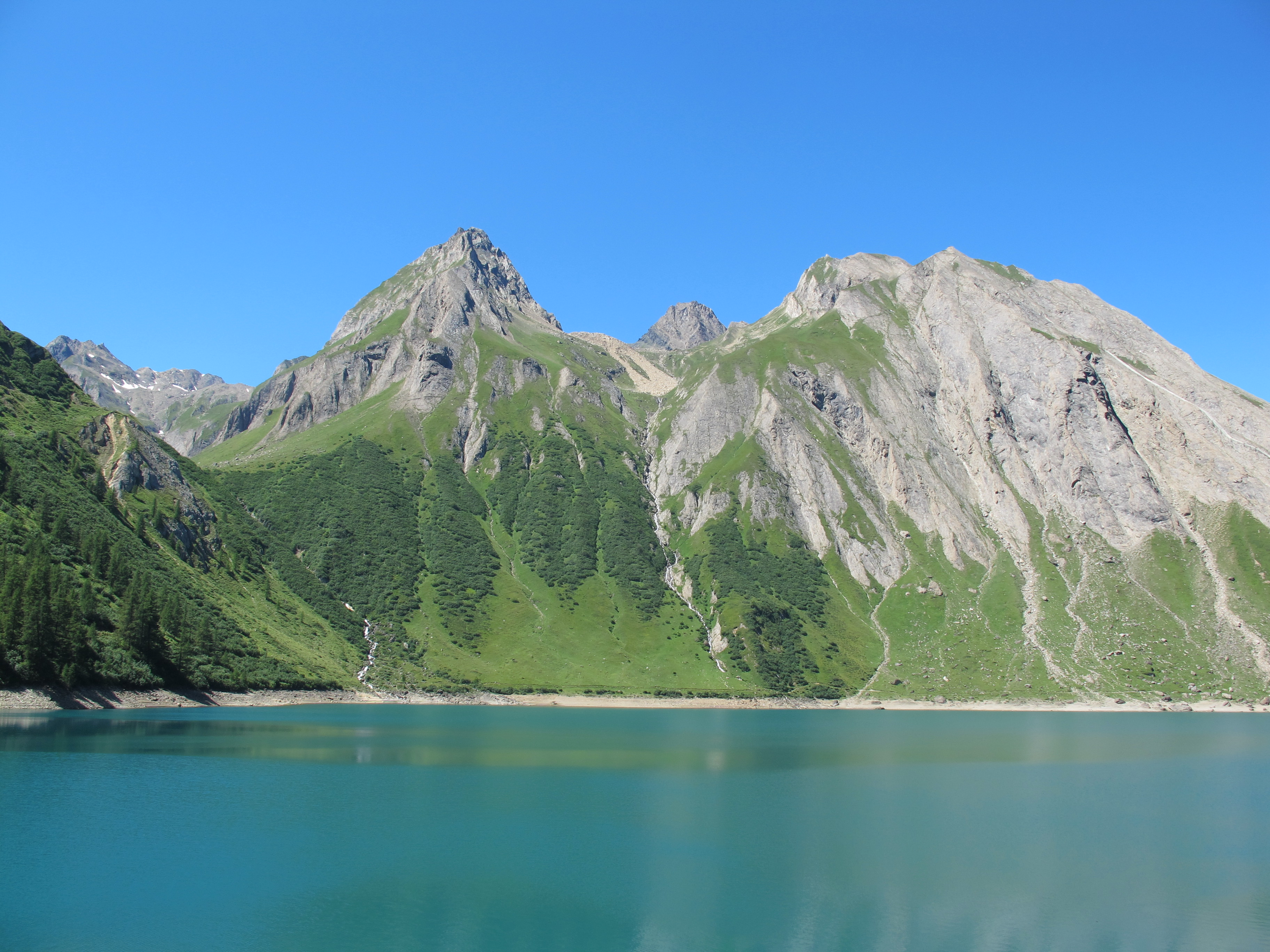
Vista dei monti dalla diga di Morasco

## Monumenti e luoghi d'interesse

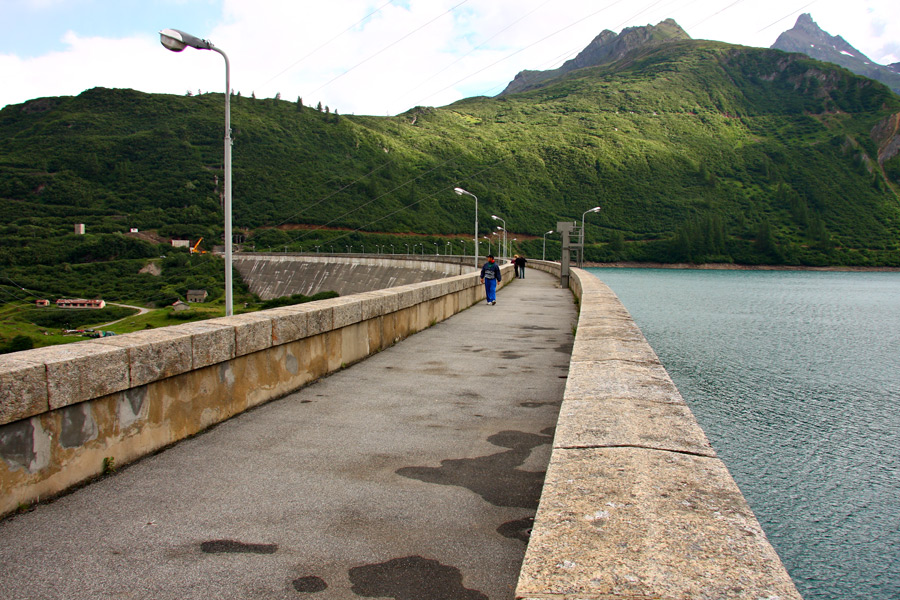
La diga di Morasco

Nel territorio comunale sorge una diga lunga 525 metri e alta 55.

## Sport
La zona è un punto di riferimento per gli escursionisti alpini, che vi si fermano per raggiungere i sentieri di montagna che la attraversano. Dal territorio di Morasco partono numerosi sentieri che conducono a diversi rifugi. Tra questi due sono di proprietà dell'Operazione Mato Grosso: il rifugio 3A, con 80 posti letto, a 2922 m s.l.m. e il rifugio Claudio e Bruno, con 90 posti letto, a 2710 m s.l.m. e uno di proprietà del Club Alpino Italiano: il Rifugio Somma Lombardo a 2561 m s.l.m con 24 posti letto e panoramica vista sulla punta d'Arbola e sull'Hohsandhorn le cime più alte della Val Formazza.

## Galleria d'immagini

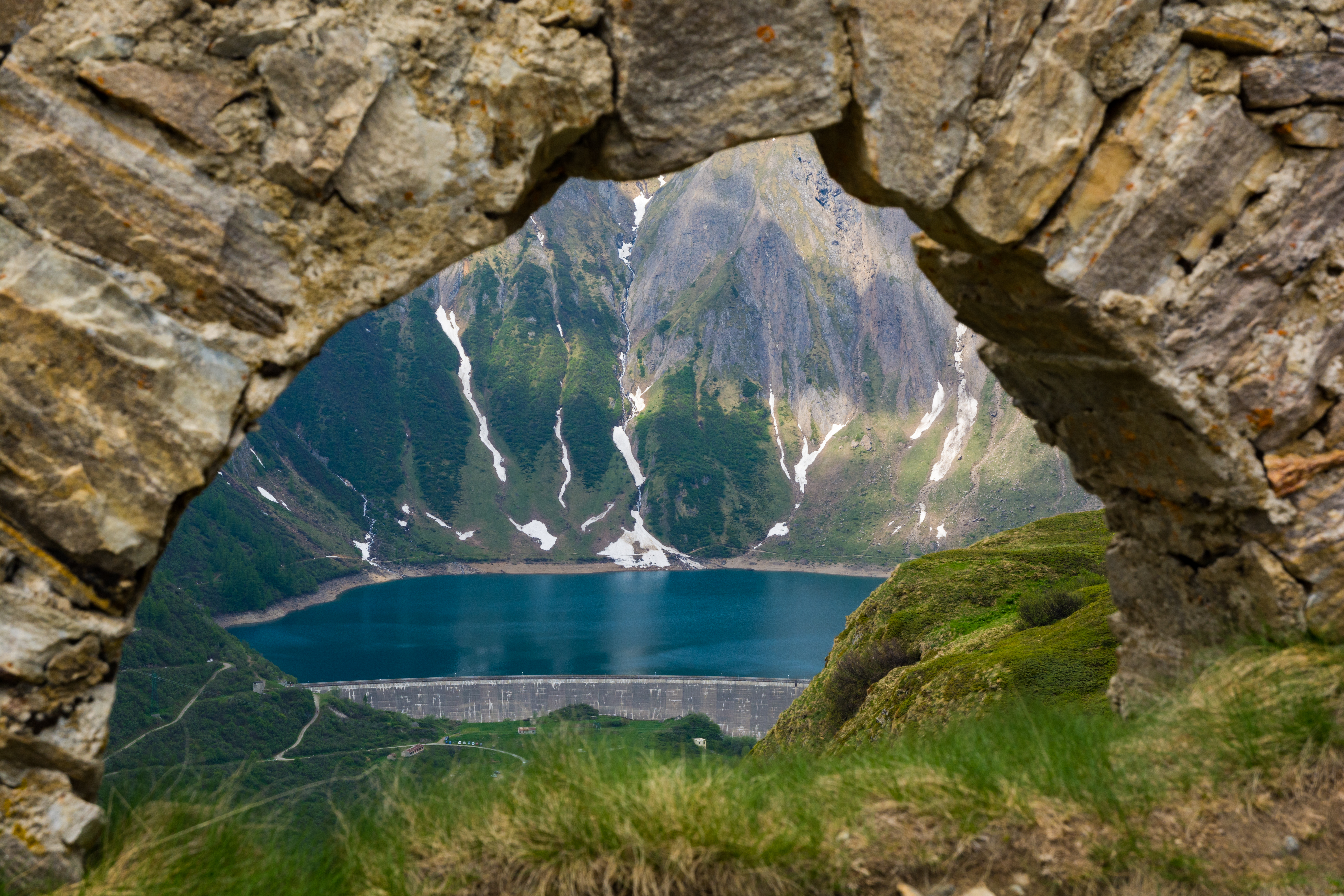
Morasco visto dalla strada per il Kastel
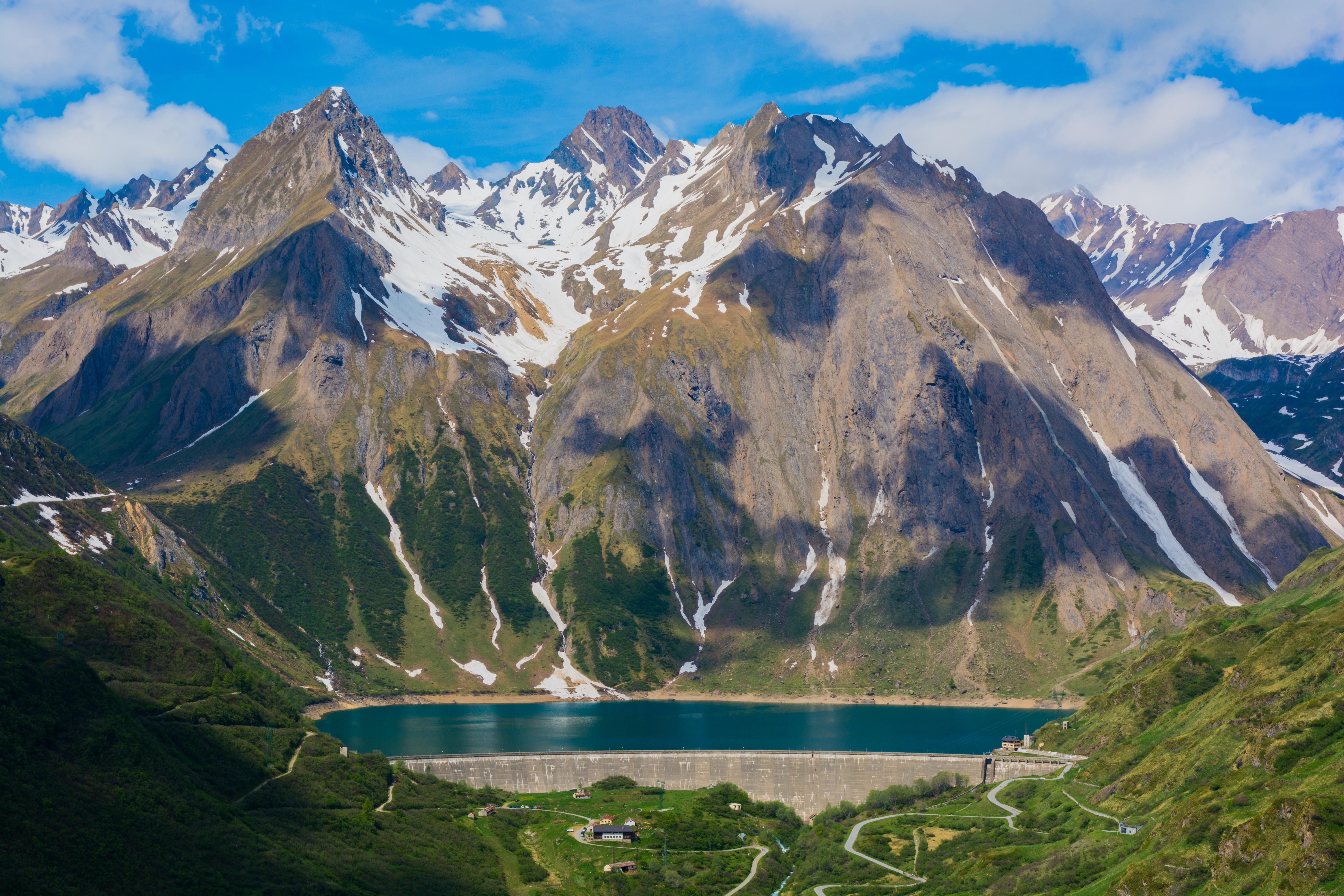
Morasco
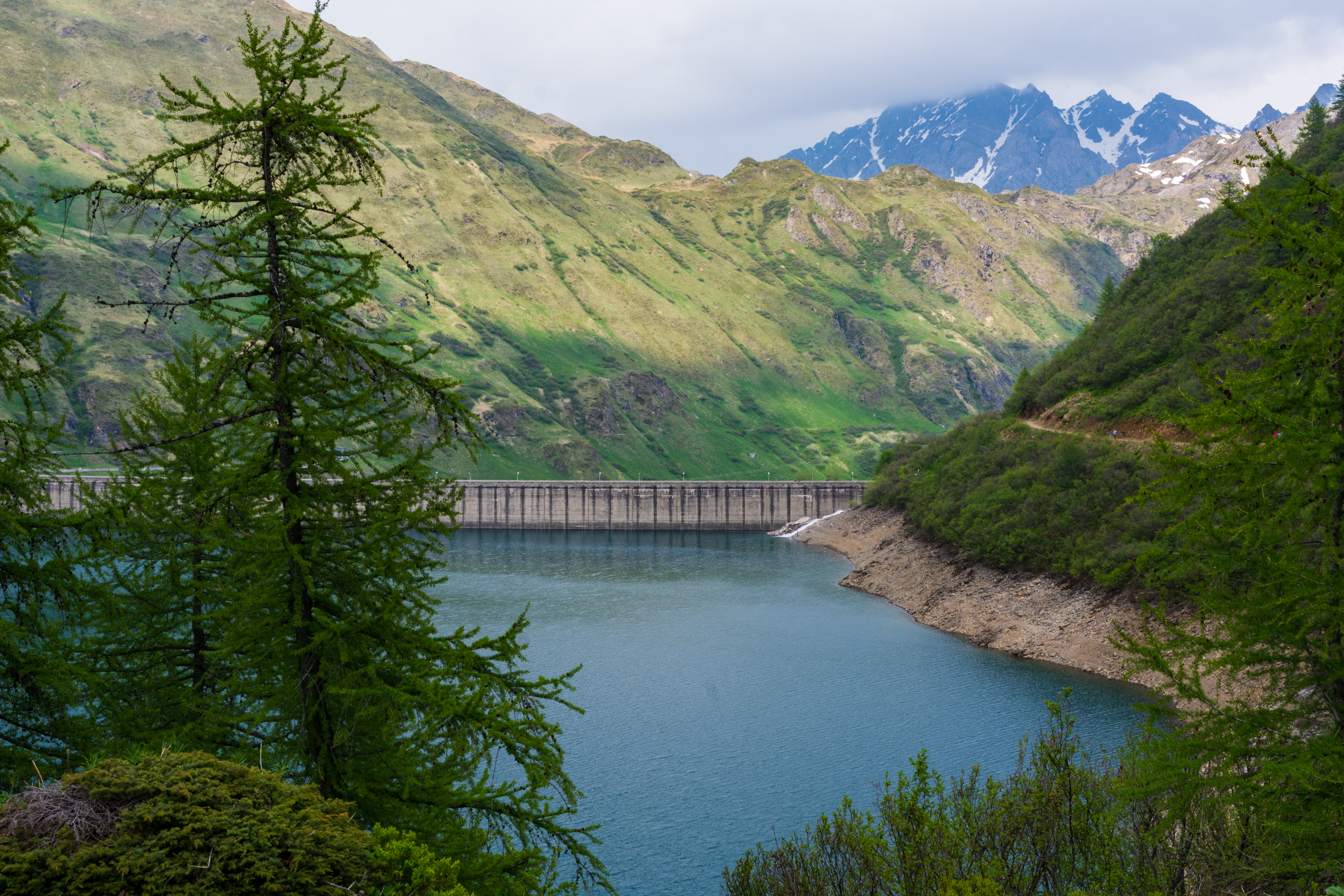
Girolago Morasco
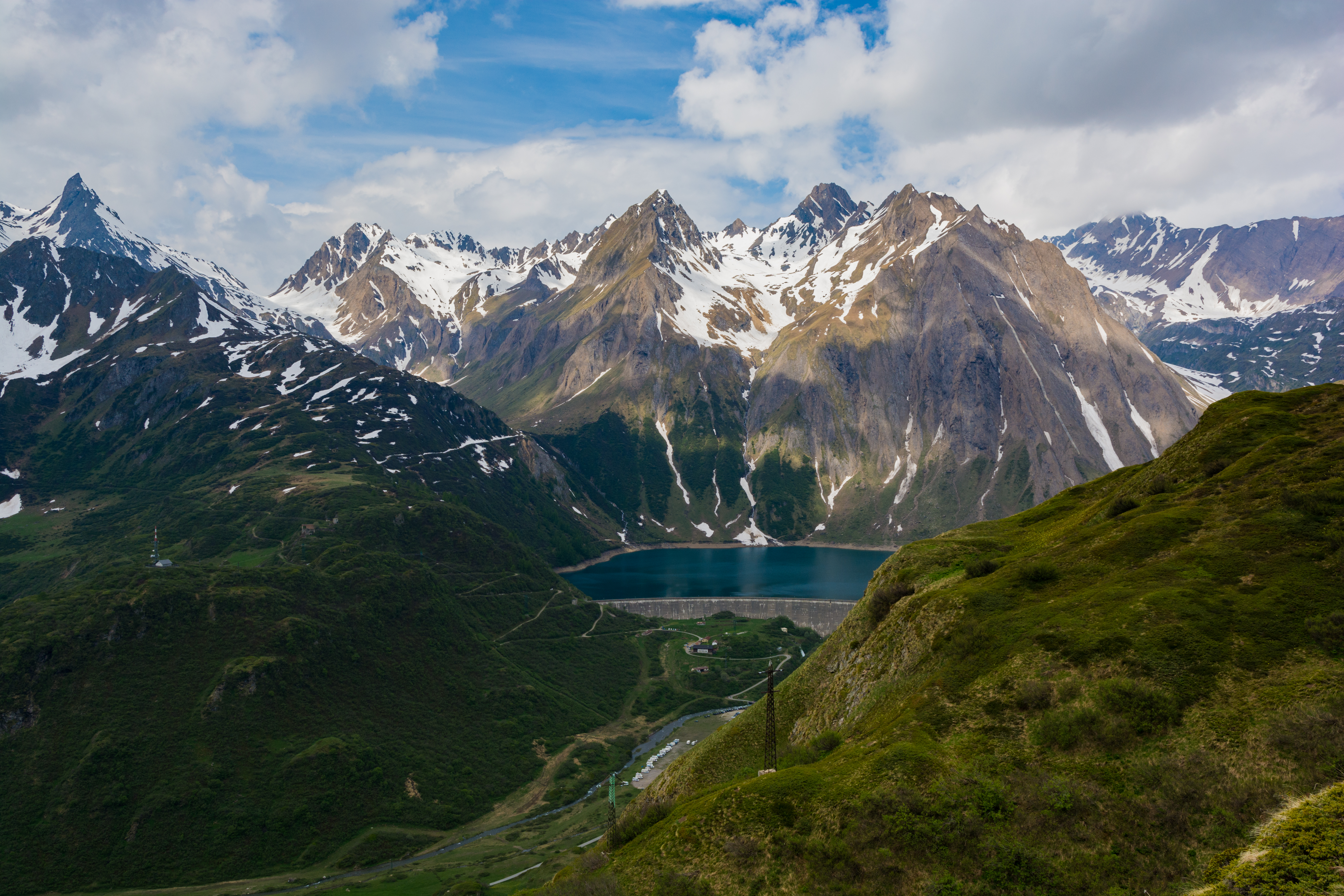
Vista dal Kastel
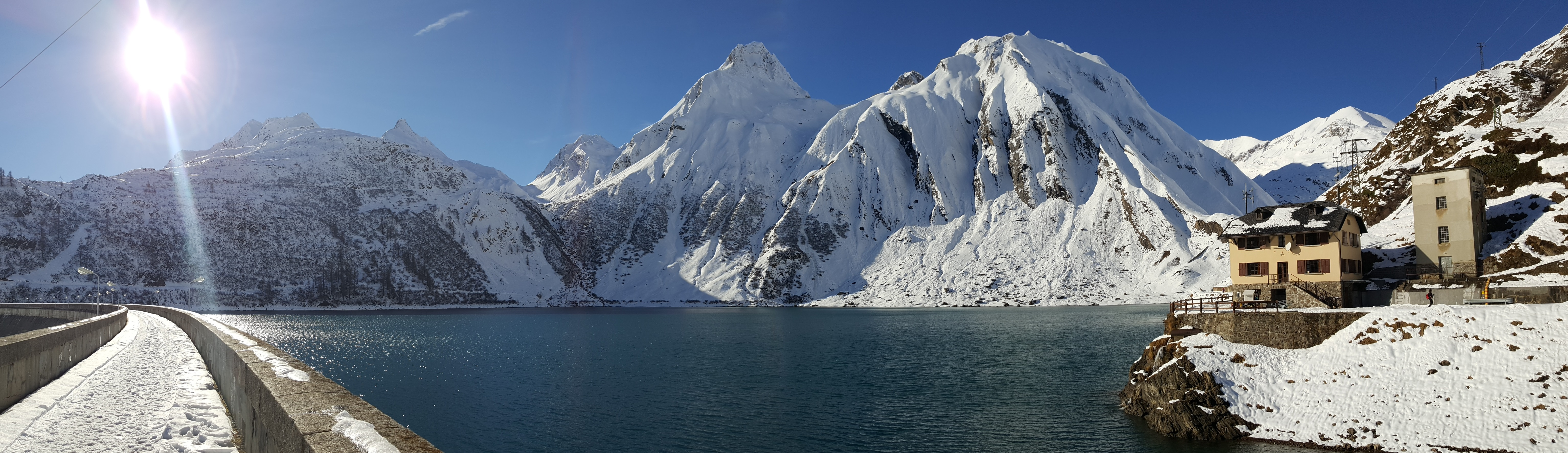
Panoramica Inverno 2016